# Cemal Gürsel
Cemal Gürsel přezdívaný Cemal Ağa ([dʒeˈmaɫ ɟyɾˈsel]; 13. října 1895, Hınıs – 14. září 1966, Ankara) byl turecký důstojník a politik. Sloužil jako čtvrtý turecký prezident v letech 1960 až 1966.
Účastnil se první světové války, v letech 1918 až 1920 byl válečným zajatcem Britů, pak bojoval v turecké válce za nezávislost. Celkem strávil 45 let v armádě, generálem byl jmenován roku 1946 a jeho vojenská kariéra vyvrcholila roku 1958, kdy se stal velitelem pozemních sil Turecka. Prezidentem se stal po puči z roku 1960. Na přípravě tohoto puče se však nepodílel – spiklenci ho vybrali až dodatečně pro jeho vysokou hodnost a dobrou reputaci.